# إذخر صقيعي
إذخر صقيعي (الاسم العلمي:Cymbopogon pruinosus) هو نوع من النباتات يتبع جنس الإذخر من الفصيلة النجيلية.